# Ouderkerkerplas
De Ouderkerkerplas is een voormalige zandwinput ten oostzuidoosten van Ouderkerk aan de Amstel, gegraven voor de aanleg van de A9. In een later stadium is er een grote hoeveelheid betonafval gestort.
Het is een belangrijk vogelgebied, met vogelkijkhutten eromheen. Omdat de plas zo diep is (maximum diepte circa 40 meter), stroomt er zout water van de Noordzee de plas in. Het water is hierdoor brak, en vriest 's winters niet dicht. In de winter is de plas in trek bij watervogels als de smient, kuifeend en diverse ganzen; een enkele keer is er een Amerikaanse smient te vinden. In de zomer bewonen oeverzwaluwen de oeverzwaluwwal en maken vele vogels een nestje in het riet.
De Ouderkerkerplas maakt deel uit van Groengebied Amstelland. Het ligt ingeklemd tussen de A9 en de A2. Het recreatiegebied is 127 hectare groot en bestaat uit een plas met rondom ruimte voor recreatie en natuur. Men kan er onder andere zwemmen, duiken, wandelen, fietsen, dagkamperen en paardrijden. Windsurfen en zeilen kan men in het zuidelijke deel van de plas waar ook de watersportvereniging 'Watersportvereniging Ouderkerkerplas' (WVOP) gesitueerd is. Aan de rand van de plas staat de markante windmolen 'de Amstelvogel'. Deze 85 meter hoge molen met een vermogen van 2 MWatt is het bezit van coöperatieve vereniging 'De Windvogel'.